# 玖保キリコ
玖保 キリコ（くぼ きりこ、1959年5月21日 - ）は、日本の女性漫画家。東京都文京区出身。本名・福住 幸恵。東洋大学文学部英米文学科卒業。
東京の大学で英米文学を教えていたイギリス人と結婚し1996年に渡英し、現在はロンドン在住。

## 概要
1982年『LaLa』掲載の「物思いモノローグ」でデビュー。『シニカル・ヒステリー・アワー』の連載で人気を得る。『いまどきのこども』で、男性読者にも知られるようになった。
ピッキーピクニックというバンドにも参加していた。
小学館の『マミイ』の表紙に、2000年4月号から2007年9月号までイラストレーションを掲載した。

## 主な作品
- シニカル・ヒステリー・アワー（1982年 - 1995年、白泉社 LaLa、全14巻）のち文庫
  - くるくるシニカル 帰ってきたツネコちゃん（2005年 - 2007年、白泉社 Silky、全1巻）
- いまどきのこども（1986年 - 1994年、小学館 ビッグコミックスピリッツ・小学一年生・小学六年生、全13巻）のち文庫
- シンプルマインズ 白泉社、1987
- アレルジィ 白泉社、1988
- キリコのコリクツ（エッセイ）本本堂、1989 のち角川文庫
- 女社長（1991年 - 1993年、小学館 ビッグコミックスピリッツ、全3巻）
- キリコのドッキリコ みぢかなところにキケンがいっぱい 角川文庫 1992.9
- 夫とその妻 マガジンハウス 1992.3
- 現代犯罪図鑑  別役実共著 岩波書店 1992.3
- バケツでごはん（1993年 - 1996年、小学館 ビッグコミックスピリッツ、全8巻）のち文庫
- それなりのジョーシキ 角川書店 1994 のち文庫
- 電脳繁盛記 毎日コミュニケーションズ 1996.3
- 非常識がジョーシキ 角川書店 1996 のち文庫
- ジョーシキ一本釣り 角川書店 1997 のち文庫
- はんきいぱんきい 白泉社 1997.8
- ちょべりぶ（1998年 - 1999年、小学館、全3巻）
- ホテルニューからまつ 文藝春秋 1998.3
- キリコ百貨店 節分ショー（2000/2、小学館 My First BIG）
- キリコ百貨店 祝ひな祭り（2000/3、小学館 My First BIG）
- キリコ工場（2000/5、白泉社 ジェッツコミックス）
- キリコ・ロンドン 角川書店 2000.8
- カエル屋敷のベンジャミン 小学館 2001.5（ビッグコミックスペリオール）
- 動物占い
- アニマルマニア（2000年 - 2002年、小学館 ビッグコミックスピリッツ、全3巻）
- となりのモモゴン 岩崎書店 2002.11
- 中級キリコ・ロンドン 角川書店 2002.12
- しましまおばけ 白泉社 2003.11
- モモゴンのクリスマス 岩崎書店 2003.11
- ヒメママ（2007年 - 2009年、ウフ マガジンハウス、全3巻）
- 三匹、おうちにいる（福音館書店 母の友）
- てきとーロンドナー（2009年 - 、白泉社 Silky）※連載中
- ロンドン丼 英国暮らしは毎日がドッキリコ! 角川書店 2012.07
- カンデム地球防衛隊（2018年11月25日 - 隔週日曜日更新、白泉社 マンガPark）※連載中